# 諸聖教堂 (華沙)

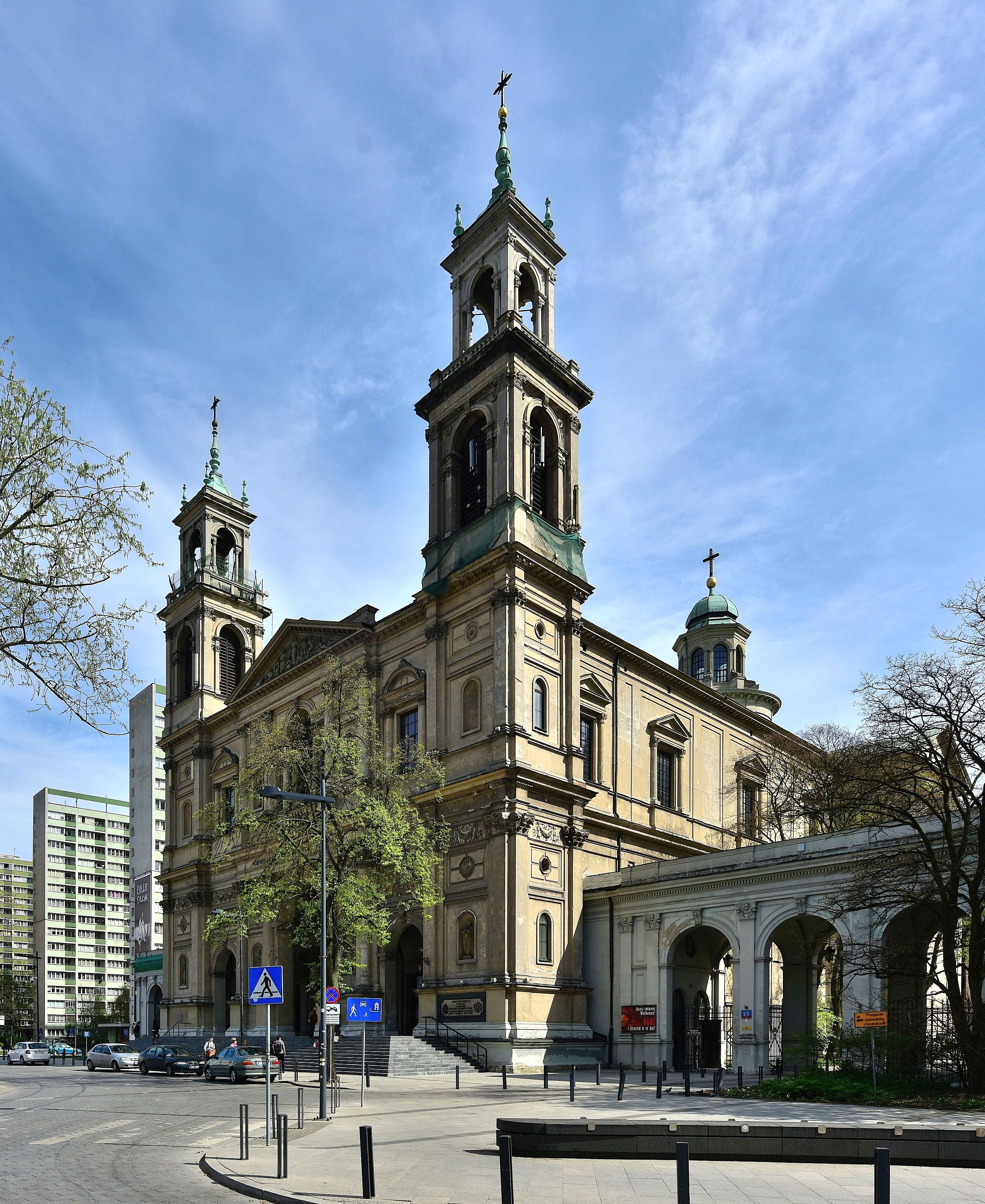
諸聖教堂

諸聖教堂（All Saints Church）是波蘭首都華沙的一座羅馬天主教的教堂，也是華沙諸聖教區的教區教堂。諸聖教堂由Enrico Marconi設計，自1861年開始修建。教堂奉獻於1883年10月31日，竣工於1892年。在二戰期間，這座教堂是華沙猶太區內的三座基督教堂之一。教堂在戰爭中遭到嚴重破壞。二戰之後，諸聖教堂得到修復。

## 外部連結
维基共享资源上的相關多媒體資源：諸聖教堂
- Website of the Church of All Saints in Warsaw (in Polish) （页面存档备份，存于）